# Гренландско-Исландский порог

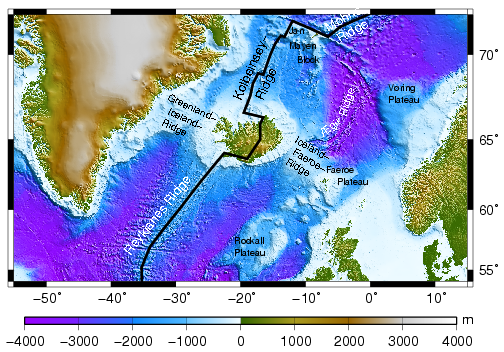
Схема расположения Гренландско-исландского порога

Гренландско-исландский порог (Greenland-Iceland ridge) — подводная возвышенность в северной части Атлантического океана, которая соединяет подводные основания островов Гренландия и Исландия. Протягивается по дну Датского пролива на 90 километров. Наибольшая глубина порога 300 метров. Порог препятствует водообмену между Атлантическим океаном и Гренландским морем, в результате блокировки водных потоков, температура воды на глубинах превышающих 400 метров, к северу от порога составляет −1 °C, к югу от него около + 8 °C.
Порог в основном сформировался от 57 до 16 млн. лет назад в результате спрединга.